# Орта мезар (баня)
Баня Орта мезар (ени хамам), известна също и като еврейската баня, е бивша турска баня от XV в. Тя се намира близо до бившата Таш кюпрю джамия в централната част на град Пловдив. Сградата е със статут на паметник на културата.

## История
Сградата на Орта-мезар баня е една от най-старите сгради в Пловдив. Известна е и с името Ени хамам. Тя е построена през XV в., след като турците започнали да изграждат свой собствен квартал, който е наречен Орта-мезар (в превод „централно гробище“). Тази част на града е била заселена с турско и еврейско население.
Към 1902 г. била наречена „Корона“, а по-късно приела името „Цар Борис“. Чирпанското земетресение нанася значителни щети на сградата и през 1929 г. лично цар Борис III е подписал указ за събарянето ѝ, но тя е запазена. По времето на комунизма и до спирането ѝ да фунционира като баня, е известна като баня „Чайка“.
Повечето стари къщи в района на банята са били съборени през 1980-те години. Банята е запазена. До 1992 г. (поне) банята е работеща, като съответно има определени дни за посещението й само от мъже и само от жени. От 2001 г. банята работи като магазин за мебели, като през 2005 г. тя е приватизирана като час от общинското предприятие “БИГА” ООД собственост на пловдивските бизнесмени Радослав Бозуков и Чавдар Стоянов. Съществуват планове в бъдеще да бъде превърната в арт-кафе, но през февруари 2016 г. голям пожар нанася значителни щети на сградата.

## Галерия
- Старата баня Орта-Мезар – детайл от покрива
- Старата баня Орта-Мезар – детайл от покрива
- Старата баня Орта-Мезар – детайл от покрива
- Старата баня Орта-Мезар – подробно прозорец
- Старата баня Орта-Мезар – детайл от покрива
- Старата баня Орта-Мезар – подробно прозорец
- Старата баня Орта-Мезар – детайл